# Real Monasterio de San Joaquín y Santa Ana
El Real Monasterio de San Joaquín y Santa Ana es un monasterio de monjas de la Congregación de Monasterios de Monjas Cistercienses de San Bernardo construido a finales del siglo XVIII siguiendo planos de Francesco Sabatini, en estilo Neoclásico, sito en la Plaza de Santa Ana de la ciudad de Valladolid (comunidad autónoma de Castilla y León, España).
El Monasterio posee un museo de arte sacro que incluye valiosas piezas de la escultura barroca española (Gregorio Fernández, Pedro de Mena), mientras que la iglesia atesora tres lienzos juveniles de Goya, únicos cuadros del pintor conservados en Castilla y León.

## Historia

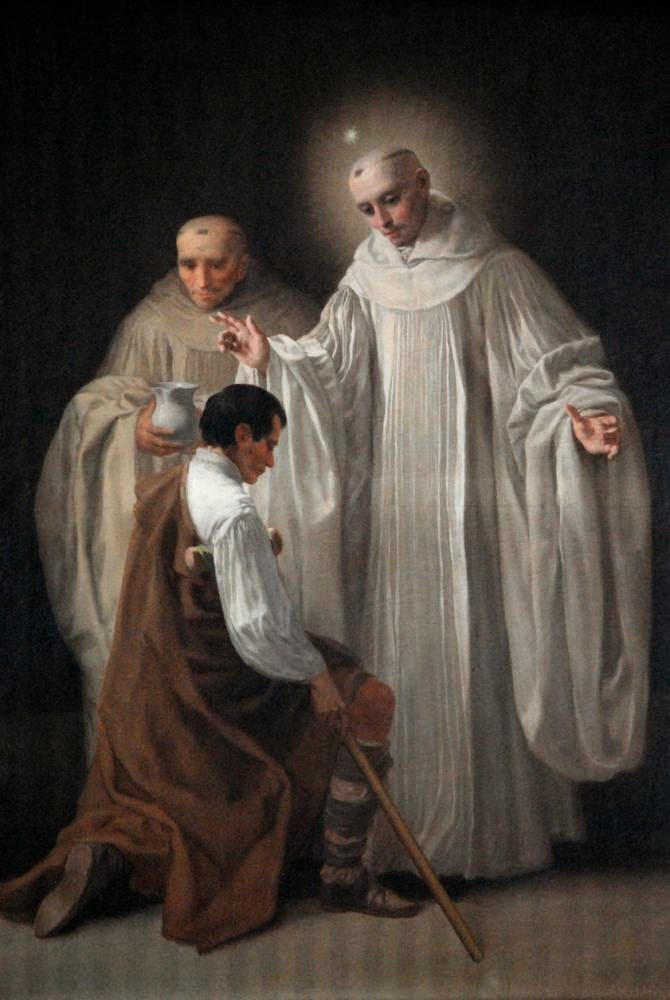
Los santos Bernardo y Roberto, de Goya.

El convento primitivo fue fundado en 1596 para acoger una comunidad de monjas Bernardas Recoletas (Cistercienses) y su construcción corrió a cargo de Francisco Praves. En 1777, encontrándose el edificio muy deteriorado y amenazando ruina, la comunidad se dirigió al rey Carlos III solicitando amparo y la reconstrucción del mismo, ya que era fundación de patronato regio. El monarca encargó los planos de la nueva construcción a su arquitecto Francisco Sabatini, iniciándose las obras en 1780. Como director de las mismas ofició primero Francisco Balzaina, teniendo como contratista a Francisco Álvarez Benavides, y más tarde a M. Mariátegui. El nuevo edificio se inauguró en 1787.
La actual comunidad de monjas pertenece a la Orden Cisterciense de San Bernardo o de Castilla. El monasterio es también la sede de la Cofradía del Santo Entierro. En 1956 fue declarado Monumento Histórico-Artístico Nacional, tratándose por tanto de un Bien de Interés Cultural (BIC).
En 1978 la iglesia fue habilitada como museo de arte sacro. El 1 de septiembre de 2016, el museo acaparó la atención de expertos y medios nacionales e internacionales al presentarse y estrenarse en su iglesia la cantata K. 477a Per la ricuperata salute di Ofelia de Wolfgang Amadeus Mozart y Antonio Salieri, cuya partitura estuvo más de dos siglos perdida.
En este edificio se han realizado exorcismos.

## Iglesia

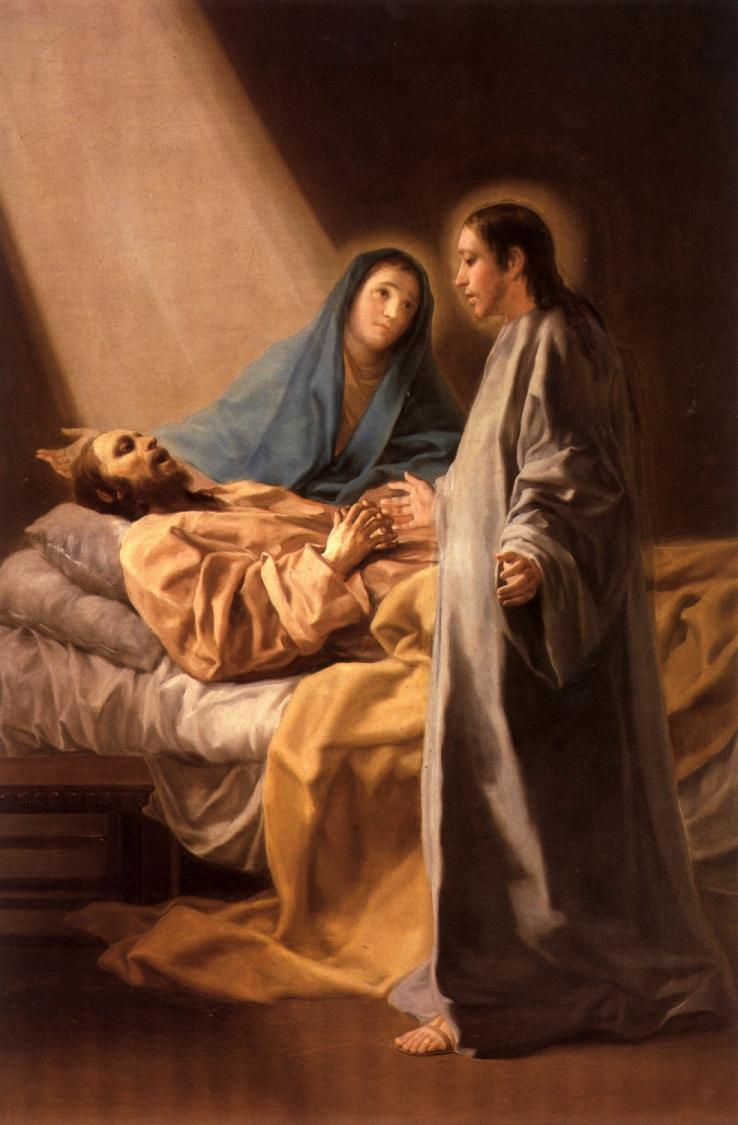
La muerte de San José o El Tránsito de San José, de Goya.

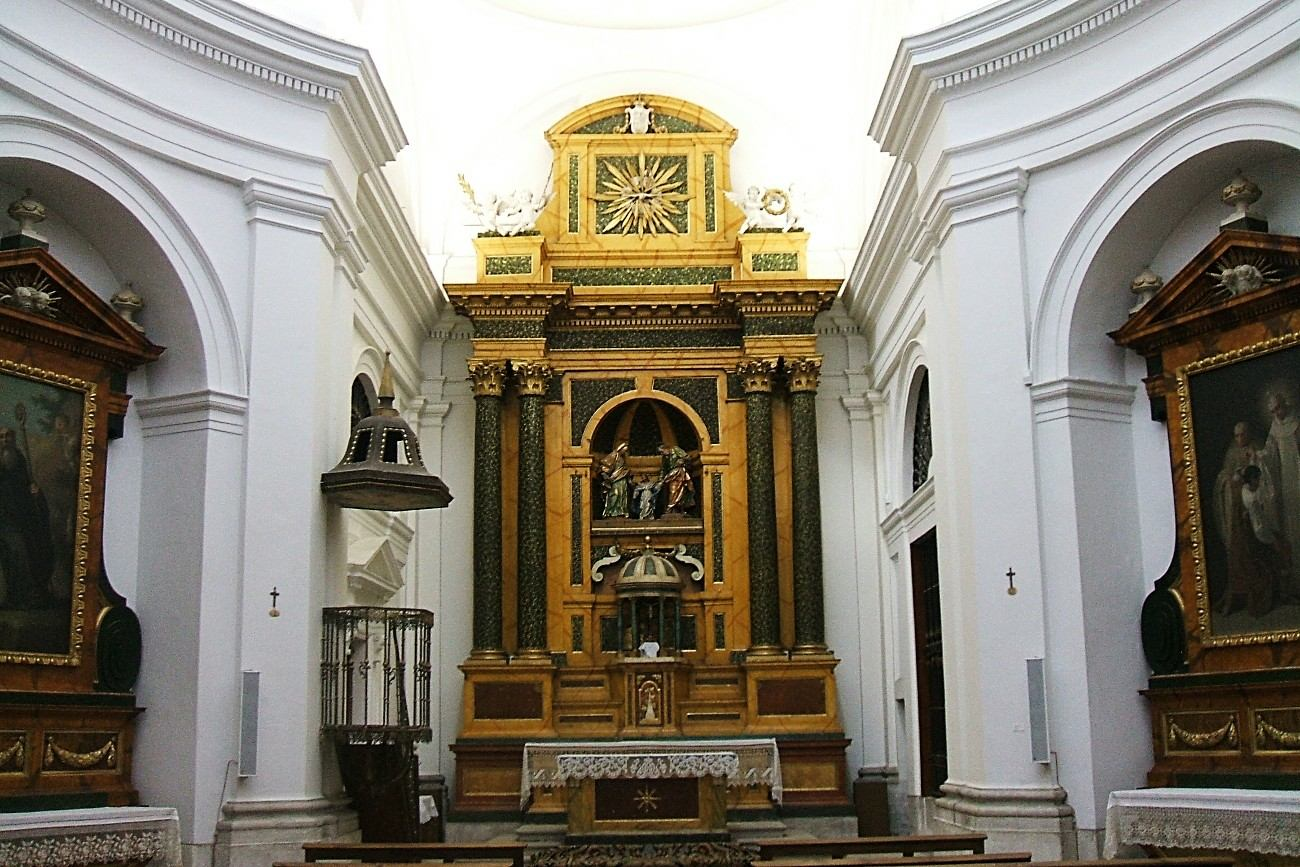
Iglesia del monasterio.

Construido en un estilo neoclásico particularmente sobrio, en su exterior el monasterio apenas presenta elementos decorativos, fuera del esquema de impostas lisas y molduraje de placas que recorre sus muros y articulan la fachada; la fachada que corresponde a la iglesia tiene unas molduras más ricas que jerarquizan la fachada y señalan la situación de la iglesia dentro del conjunto. Su geometría es insistentemente rectilínea. La fachada busca perspectivas y tener presencia urbana. La escultura de Santa Ana que figura dentro de una hornacina sobre el dintel de la puerta es obra del siglo XVI y se cree que procede del viejo monasterio. El frontón que corona la fachada lleva en el tímpano las Armas Reales. La composición de la fachada y su decoración provienen de la tradición de la arquitectura herreriana que fue retomada en la segunda mitad del siglo XVIII por arquitectos como Ventura Rodríguez.
La planta adopta la forma elíptica y se cubre con cúpula de la misma forma en la que se abren óculos y una estrecha linterna cilíndrica. El interior de la iglesia se organiza por medio de pilastras toscanas que sujetan un gran entablamento del mismo orden sobre en que nace la cúpula. A lo largo del eje mayor de la elipse se engarzan el pórtico de la iglesia, cuadrado y cubierto con cielorraso, la iglesia propiamente dicha, con su forma elíptica, y la capilla mayor, cuadrada y también cubierta con cúpula, que se abre a la elipse a través de un gran arco que sobrepasa el entablemento para que la conexión entre la elipse y la capilla mayor sea lo más intensa posible. 
Todo esto da como resultado una espacialidad intensamente barroca, de cariz borrominesco (si bien con una decoración neoclásica), en la que se van engarzando planos en el eje mayor, que se remata por el retablo mayor de la iglesia. Al lado de la Epístola de la capilla mayor se abre el coro monacal, que contiene una sillería neoclásica. En la elipse, situadas entre las pilastras toscanas, existen seis hornacinas (tres a cada lado del eje mayor) que acogen seis grandes retablos neoclásicos, realizados en madera, jaspeados imitando mármoles verdes y dorados con pan de oro, y decorados con angelotes marmorizados, aletones, pilastras y frontones triangulares y curvos alternados. 

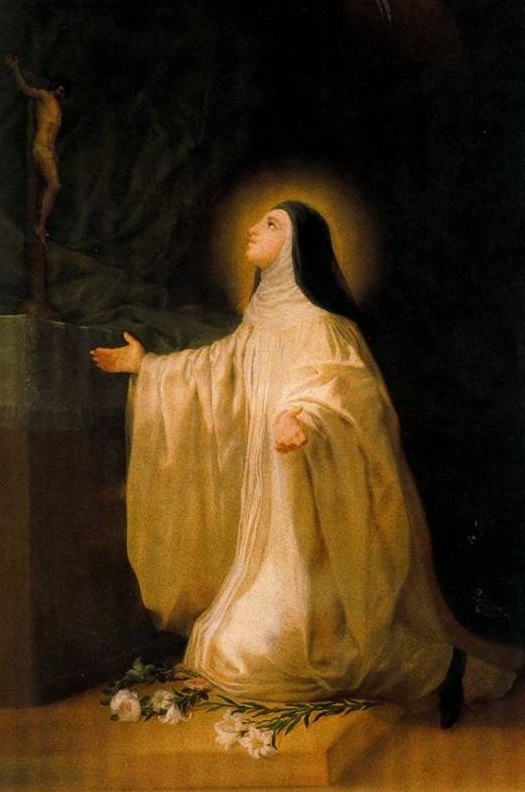
Santa Ludgarda, de Goya.

Cada uno de los seis retablos neoclásicos contiene una importante pintura realizada en 1787, tres por Ramón Bayeu y las otras tres por su cuñado, Francisco de Goya. Las tres de Bayeu, situadas en los tres retablos del lado del Evangelio representan a Santa Escolástica, La Inmaculada con San Francisco y San Antonio, y San Benito y se consideran de las mejores obras de su autor. Las otras tres, de Goya, se sitúan en los tres retablos del lado de la Epístola. Son interesantes por su mayor calidad artística y por ser representativas de un estilo austero, que recuerda al de Zurbarán, extraño en la obra del genial aragonés. Además, son los únicos cuadros suyos que se conservan en Castilla y León. Se titulan: Santa Ludgarda; La muerte de San José y Los santos Bernardo y Roberto.
El retablo mayor de la iglesia, situado en la capilla mayor, se organiza por medio de cuatro columnas corintias que soportan un potente entablamento; en su hornacina se encuentra un conjunto escultórico que muestra a Santa Ana, San Joaquín y la Virgen, que data de finales del siglo XVIII.